# 福留孝介
福留 孝介（ふくどめ こうすけ、1977年4月26日 - ）は、鹿児島県曽於郡大崎町出身の元プロ野球選手（外野手・内野手、右投左打）、野球解説者。
PL学園高校時代から強打者として注目され、1995年のプロ野球ドラフト会議でNPBの7球団から1位指名されたが、交渉権を獲得した近鉄バファローズへの入団を拒否して社会人野球の日本生命に入団した。1998年のNPBドラフト会議前には、1995年の会議の際に意中の球団として挙げていた中日ドラゴンズを逆指名し、1位指名を受けて入団、1999年から2007年まで中日でプレーした。中日時代にはセントラル・リーグの首位打者を2回（2002年・2006年）獲得、2006年にはリーグ最優秀選手 (MVP) に選出され、3回のリーグ優勝（1999年・2004年・2006年）に貢献した。また2003年・2006年にはシーズン30本塁打以上を記録したが、中日が本拠地球場をナゴヤ球場からナゴヤドームに移転した1997年以降、2019年までに30本塁打以上を記録した生え抜きの日本人打者は福留が唯一である。2008年 - 2012年はメジャーリーグベースボール (MLB) で、2013年 - 2020年はNPBの阪神タイガースでプレーした後、2021年には14年ぶりに中日に復帰し、2022年限りで現役を引退した。NPB/MLB通算24年間の打撃成績は2450安打、327本塁打、1273打点。
日本生命時代の1996年にはアトランタオリンピックで銀メダルを、中日時代の2004年にはアテネオリンピックで銅メダルを獲得している。

## 経歴

### プロ入り前
大崎町立大崎小学校・大崎中学校出身で、小学校3年生の時にソフトボールのチーム「大崎ソフトボールスポーツ少年団」に入り、6年時に全国大会に出場。中学時代には将来プロ野球選手になることを意識して中学校の軟式野球部ではなく硬式球を使用するボーイズリーグの「鹿屋ビッグベアーズ」に入団し、全国制覇を果たした。また、中学校の卒業文集には「将来の夢はプロ野球選手」と記していた。
幼少期には小柄ながらも広大な阪神甲子園球場で本塁打を打つ立浪和義（PL学園高校から中日ドラゴンズへ入団）の姿に憧れ、「野球は体の大きさがすべてではない」と考えるきっかけとなった。少年時代に住んでいた鹿児島県大崎町に近い宮崎県串間市の串間市営球場で中日ドラゴンズが一軍春季キャンプを実施していたことから、福留は物心つくころから父親に連れられて、宮崎県内でキャンプを開催していた中日・広島東洋カープなどの練習を見学していた。小学校4年生の時（1988年春）に串間春季キャンプを見学した際には、同年にドラフト1位で入団した立浪を見て興味を持ち、最後まで練習を見学し、その後、立浪から1本のバット・サインをプレゼントされた。これがきっかけとなって、立浪と同じPL学園高校・中日でのプレーを目指した。
福留本人は「当時は小さかったから選手の記憶はほとんどないが、親によれば当時から立浪さんに興味を持っており、立浪さんのことをよく親に『あの選手は誰なの？』と聞いていた」「大きな選手がいる中でも目立っていた立浪さんを『すごい』と思った」と述べている。ちなみに中日時代の2006年には『毎日新聞』（毎日新聞社）の記事で「PL学園の先輩・立浪に代わる『ミスタードラゴンズ』に成長した」と言及されたことがあるほか、立浪の応援歌を流用した中日時代の応援歌は1999年の入団から2006年の歌詞変更を経て翌2007年の退団まで使用された。
中学校卒業時には地元の複数の有力高校から勧誘を受けたが、立浪への憧れに加えて「先（プロ野球）のことを考えたらより強い高校へ進学したほうがいい」という理由でPL学園高校（大阪府富田林市）へ進学した。1年（1993年）の夏から5番打者、1年の秋には4番打者を任された。1994年には2年春の第66回選抜高等学校野球大会で2年生にして唯一のレギュラー選手として出場。チームは準決勝で智弁和歌山高校に惜敗したが、福留は神戸弘陵高校との準々決勝で、2安打（いずれも適時打）を放つとともに3打点を挙げた。さらに、2年の冬に開かれた第1回AAAアジア野球選手権大会にも、日本代表として出場。渡辺元智監督の下で、代表チームの優勝に貢献した。
3年生だった1995年には、2年連続で選抜大会に出場。初戦の相手である銚子商業高校の4番打者にして、自身と同じ左打者の澤井良輔（銚子商業高校）と並び称される格好で、大会屈指のスラッガーとして注目された。この試合では、澤井の本塁打で銚子商業が先制すると、福留もバックスクリーンに3点本塁打を放つなど、両チームで打撃戦を展開した末に延長戦へ突入。しかし、延長11回表に3点を勝ち越されると、チームは7-10で初戦敗退を喫した。
同年夏の第77回全国高等学校野球選手権大会では、大阪大会で7本塁打を記録。チームの全国大会出場に貢献するとともに、「高校No.1スラッガー」としてNPB球団のスカウト陣から注目を集めた。全国大会では、北海道工業高校（現・北海道科学大学高等学校）と1回戦で対戦。3回裏には、打線が自身の右前安打を皮切りに4点を奪うと、打者一巡で迎えた2回目の打席でライトスタンドに満塁本塁打を放った。さらに、5回裏の打席で選手権全国大会史上11人目の2打席連続本塁打を記録するなど、3打数3安打6打点の大活躍。1回戦での大勝を受けて臨んだ熊本・城北高校との2回戦では無安打に終わったものの、日本大学藤沢高校との3回戦では三塁打1本と1打点を記録。続く智弁学園との準々決勝でも二塁打1本を含む3安打を放ったが、チームは6-8で惜敗した。
3年生の夏の大会で打率.467（15打数7安打）・7打点・2本塁打と好成績を残したことから、秋のNPBドラフト会議では7球団（中日・巨人のほか近鉄バファローズ・日本ハムファイターズ・千葉ロッテマリーンズ、オリックス・ブルーウェーブ、ヤクルトスワローズ）から1位指名を受けた。NPBのドラフト会議で、高校生の選手に対して7球団が1位指名で重複した事例は初めてで、高校の先輩・清原和博に対する6球団競合（1985年）をも上回った。結局、7球団による抽選の末に、近鉄バファローズが福留への交渉権を獲得。抽選に臨んだ近鉄の監督・佐々木恭介は、交渉権の獲得を意味する当たりクジを引いた瞬間、「ヨッシャー」と声を上げながら喜んだ。しかし、福留自身が会議の前に「希望する中日、読売ジャイアンツ（巨人）以外の球団から指名された場合には社会人野球・日本生命硬式野球部へ進む」との意思を示していたことから、近鉄からの指名後に入団を辞退。結局、日本生命へ入社した。中日は当時、福留の交渉権獲得に成功した場合は高校時代と同じ背番号6（当時は金村義明が着用）を用意する準備があることを福留側に伝えていた。
日本生命への入社後は三塁手へ転向し、入社1年目の1996年には第67回都市対抗野球大会で若獅子賞を受賞。アトランタオリンピックの野球日本代表に選ばれると、2本塁打を放つなど代表チームの銀メダル獲得に貢献した。アトランタオリンピックの野球競技へ出場した時点の年齢は19歳で、当時のオリンピック野球日本代表の最年少記録であった。翌1997年の第68回都市対抗野球大会で優勝。オフシーズンには社業の一環で保険の外交営業活動へ従事。また1998年の第25回社会人野球日本選手権大会では決勝戦でNTT関東硬式野球部相手に敗退し準優勝に終わったが、3試合連続で4本塁打を放った。社会人時代の通算成績は公式戦93試合出場・打率.383・33本塁打・96打点・25盗塁で、社会人時代も公式戦以外では木製バットを使用して練習していた。
入社3年目の1998年にドラフト会議の指名対象へ再び入ったことから年明け直後から、「子供の頃から立浪さんに憧れていた」と中日入りを熱望しており、逆指名制度を設けていたこの年のドラフト会議では、当時、立浪が所属していた中日を逆指名した。ドラフト1位扱いで、内野手として入団した。背番号は1で、契約金は1億円、年俸は1300万円（金額は推定）。

### 中日時代
1999年、チームの新人では1989年の大豊泰昭以来10年ぶりに開幕戦でスタメン起用された。星野仙一監督の方針でスタメンへ積極的に起用されたが、オープン戦やシーズン序盤は不振だった。それでもその後は復調し、一時は打率3割を記録。監督推薦でオールスターゲームに選出された。最終的に一軍公式戦132試合に出場し、打率.284、16本塁打、52打点という上々の成績で、チームのセントラル・リーグ優勝に貢献した。しかし、三振数リーグ1位（121三振）を記録するなど粗さも目立ち、加えてリーグワーストの19失策を記録するなど主に遊撃手を務めた守備にも難があった。9月4日の広島東洋カープ戦（広島市民球場）では、0-0の9回裏二死一・二塁の場面で左翼手の守備に就いていたが、フライ性の打球を落球。走者を返しサヨナラエラーとなった。この試合を始め、ペナントレースや福岡ダイエーホークスとの日本シリーズでも敗因に繋がるミスが続出し、試合終盤は交代させられた。ちなみに、応援歌には、1997年まで立浪の応援歌として使われていた楽曲が流用された。オフの11月26日、新人野手では史上最高の上げ幅（当時）となる2900万円増の年俸4200万円で契約を更改した。
2000年、全135試合に「3番・遊撃手」で出場し、打率3割を達成することを目標にシーズンに臨んだ。オープン戦では打撃好調で打率.414、4本塁打を記録したが、シーズンは左投手が先発する試合ではスタメン落ちすることが多々あったこと、8月1日の阪神タイガース戦（阪神甲子園球場）で藪恵壹から死球を受けて右腓骨を亀裂骨折し1か月以上戦線離脱したこともあり、97試合の出場に終わり前年より成績を落とした。
また、守備ではこの年も負担が少ない三塁手も務めたものの失策続きは相変わらずで、遊撃手では10個、三塁手では4個の合計14失策を記録した。その一方で、秋季キャンプでは内野守備が上達したことを評価されMVPに選ばれた。オフの11月28日、現状維持の年俸4200万円で契約を更改した。
2001年、6月26日の札幌ドームで初めて行われたプロ野球の試合となった対読売ジャイアンツ戦1回表、先頭打者としてダレル・メイ投手が投じた第1球を打つと、右中間スタンドに飛び込む本塁打となった。この本塁打は史上初めての「こけら落とし初球本塁打」であり、また、「背番号1の福留がその球場の1試合目の1回表に1番打者として1球目を第1号本塁打」と、「1」尽くめの歴史的本塁打にもなった。札幌ドームではその歴史的初本塁打のボールの落下点となった右中間スタンドの座席（111通路20列147番）に本人の名前を記した記念プレートが設置されている。
この年は開幕から8試合連続打点を記録するなど、好調なスタートを切ったが、その後は30打席無安打を記録したほか、6月15日には打率が.227まで低下するなど、不振に陥った。最終的には規定打席に到達したものの、成績は打率.251、15本塁打、56打点と低迷した。また、内野は一塁に山﨑武司、二塁に立浪、三塁にレオ・ゴメス、遊撃に井端弘和がいたことから、外野手としての出場も多かった。
オフの契約更改では球団から200万円増の4400万円の年俸を提示されたが、これを固辞し、現状維持の4200万円で契約更改。
2002年、福留にとって飛躍の年となる。
前年オフ、近鉄監督時代の1995年にドラフト会議1巡目で福留の交渉権を引き当てた佐々木恭介が一軍打撃コーチとして入団。「2年で2億狙える選手にするから」と宣言して二人三脚での再生に着手。連日1日3,000スイングの猛練習の末に打撃が開眼、3番打者に定着するほど打撃も成長した。このシーズンのセ・リーグ公式戦では、松井秀喜が三冠王目前の好成績を残したものの、福留は打率.343で首位打者のタイトルを獲得した。また、10月2日の阪神戦（阪神甲子園球場）で球団のシーズン最多安打記録（1949年に坪内道典が記録した177安打）に並ぶと、翌日の広島戦（広島市民球場）で1回表に三塁打を放ち、球団のシーズン最多安打記録を更新。最終的にシーズンの通算安打数を186本とした。この年は初めてベストナインに選出された。
守備では監督の山田久志の下、一軍外野守備走塁コーチの二宮至の進言により、本格的に外野にコンバートされた。当初も守備には難があったものの、辛抱強く起用され続け、右翼手に定着し、本来の俊足や強肩を生かしたプレーを見せてライトゴロを記録したほか、好返球でチームを救う場面も見られ、最終的にリーグトップの14補殺を記録した。この年は初めてゴールデングラブ賞を受賞した。
また、終盤は右肘の状態が良くなく、守備だけの出場に留まった試合もあったものの、最終的にチームで唯一全試合出場を果たした。
オフの12月19日、8000万円増の年俸1億2200万円で契約更改。25歳の年のオフに1億円に到達するのは、1994年の立浪に並んで野手では球団史上最速となった。
2003年、3月28日の巨人との開幕戦（東京ドーム）では開幕戦本塁打を2年連続で記録したほか、同点で迎えた7回一死一・三塁で決勝打を打ってチームを勝利に導いた。4月2日のヤクルトスワローズ戦（ナゴヤドーム）で延長12回裏に高津臣吾から自身初となるサヨナラ本塁打を放った。その後も4月20日の巨人戦（ナゴヤドーム）では上原浩治から、4月29日の広島戦では高橋建から先頭打者本塁打を放つなど、4月は自己最多となる月間6本塁打を記録した。6月8日の広島戦（ナゴヤドーム）でサイクル安打を達成。8月17日のヤクルト戦（ナゴヤドーム）では2打席連続本塁打・4打点の活躍を見せ、本塁打・打点とも自己最多を更新した。同年は9月に5試合連続本塁打、10試合連続打点を記録したほか、9月15日の対巨人26回戦（ナゴヤドーム）では、1回裏に久保裕也から30号本塁打を打ち、初の30本塁打を達成。ナゴヤドームが開場した1997年以降、30本塁打を達成した中日の打者はレオ・ゴメス以来2人目で、日本人打者としては初であった。また、10月5日の横浜ベイスターズ戦（横浜スタジアム）では3回表に33号ソロ本塁打を放ってシーズン105得点目を記録し、球団記録を更新した。
最終的には打率.313で前年に続いて打率3割を達成したほか、34本塁打、96打点を記録（いずれもチーム1位）して中軸を担うスラッガーとしての評価を不動のものにした。加えてリーグ最多の11三塁打を記録したほか、最高出塁率のタイトルを獲得した。この頃からバックスイング・フォロースルーとも大きく取るフォームを身につけた。
オフの12月25日、7800万円増の年俸2億円で契約更改。入団5年目での年俸2億円到達は同期入団の岩瀬仁紀と並び球団史上最速、26歳での年俸2億円到達は球団史上最年少だった。そして、同年限りで退団した佐々木恭介コーチの就任時の福留に対する「2年で2億狙える選手にするから」という宣言が現実のものとなった。
2004年、春季キャンプで右脹脛を痛めたため、オープン戦は5試合の出場に留まった。序盤は15打席以上安打が出ない時期が2度あったが、5月16日の横浜戦（ナゴヤドーム）では5安打6打点（いずれも自己最多タイ）の活躍でチームを勝利に導いた。この試合では1試合2本塁打を記録し、自身のナゴヤドームでの通算本塁打数を史上最多に並ぶ51本とした。5月25日のヤクルト戦（明治神宮野球場）で石川雅規から10号本塁打を打ち、プロ1年目から6年連続で2桁本塁打を達成。自己最速となる39試合目で2桁本塁打を記録した。8月3日の横浜戦（ナゴヤドーム）では三浦大輔の右前打を素早く処理し、打者の三浦を右ゴロに打ち取った。
また、アテネオリンピック野球日本代表の一員として選ばれ、銅メダルを獲得した。オリンピックから帰国後、8月28日の横浜戦（ナゴヤドーム）からチームに復帰し、翌日の横浜戦（ナゴヤドーム）と8月31日の阪神戦（ナゴヤドーム）では2試合連続本塁打を記録した（シーズン5度目）。ところが、9月1日の対阪神戦（ナゴヤドーム）で下柳剛から死球を受け、左手人差し指を骨折。シーズンの復帰は絶望となった。チームは福留を欠いたままリーグ優勝こそ果たすが、西武ライオンズとの日本シリーズでは3勝4敗と惜敗。不在は大きな痛手となった。同年は打率は.277（リーグ34位）だったが、開幕から8月にアテネオリンピックで離脱するまで4番打者を務め、一時期リーグ1位の打点を記録していたこともあった。球団と6度の交渉の末、翌年1月31日に推定年俸2億円（現状維持）で契約更改。
2005年、前年まで2年連続でセ・リーグ本塁打王のタイトルを獲得していたタイロン・ウッズが横浜から加入したことにより、4番の重圧から解放された。前年の左手人差し指の骨折の影響もあり序盤は不振で、4月終了時点では打率.231だった。だが、5月から調子を上げていき、6月には打率.300に到達。前半戦終了時点で打率.319（リーグ6位）を記録していた。
9月25日の対巨人戦（ナゴヤドーム）では上原浩治から27号2点本塁打を打ち、自身初の100打点に到達。中日の選手としてはゴメス（1999年）以来の100打点到達となった。また、同年はウッズも100打点に到達したため、中日球団としては初の「100打点コンビ」が完成した。同年は6月（交流戦終盤）に左脇腹を痛め欠場した試合があったものの、142試合の出場で打率.328・28本塁打・103打点と好成績を挙げ、最高出塁率、通算3度目のゴールデングラブ賞を受賞。同年オフからは試行錯誤を重ね、グリップの位置を後ろに引き気味に構えてテイクバックを小さくする打撃フォームに変更した。オフに推定年俸2億7000万円で契約更改。
2006年は開幕前の3月に開催された第1回ワールド・ベースボール・クラシック(WBC)の日本代表に選出された。同大会ではスタメン3番として起用されたが、1次リーグでの中国戦の本塁打以外はなかなか結果が出なかった。しかし、スタメンから外された準決勝の対韓国戦において、7回表一死二塁の場面で代打で出場し、金炳賢から先制2点本塁打を放ち、日本の決勝進出に大きく貢献。それまで日本は韓国相手に2敗しており3連敗はできない状況だったことと、この試合の実況を担当した松下賢次が「生き返れ福留」と言った直後に本塁打を放ち、結果「生き返ったぞ福留!!」と絶叫したことも相まって、この本塁打はマスコミにも大きく取り上げられた。キューバとの決勝戦でも代打で2点適時打を放つなど、持ち前の勝負強さを発揮した。日本代表はWBCで優勝したため、4月10日にチームメイトの谷繁元信と共に愛知県スポーツ功労賞を受賞した。
シーズンに入ってからは開幕は5番で起用されるものの、前を打つ2番藤井淳志、3番井端弘和の不調もあり、3番に昇格。序盤は打率1割台の時期もあったものの、その後は復調。「福留デー」として開催された4月26日のヤクルト戦（ナゴヤドーム）では7回裏に決勝適時打を放った。最終的に打率.318、8本塁打、14打点で4月を終えた。その後も5月は月間打率.370、6月は月間打率.362と好調を維持した。6月14日の西武戦（インボイスSEIBUドーム）で、クリストファー・ギッセルから左中間に二塁打を放ち、史上241人目となる通算1000安打を達成。ところが、6月25日の巨人戦（ナゴヤドーム）で右膝を痛め、その後7月8日に二軍へ降格した。
7月25日の阪神戦（ナゴヤドーム）で復帰すると、8月、9月とも.350を超える月間打率を残すなど首位打者争いを独走。10月10日、マジックナンバーを1として迎えた対巨人戦（東京ドーム）で、延長12回表に決勝点となる勝ち越し適時打を放ち優勝を決めると共に、シーズン打率.351・長打率.659・本塁打30本（最終的には31本塁打）・100打点（最終的には自己最多となる104打点）・100得点を達成。このうち打率3割・30本塁打・100打点・100得点は中日の選手としては1950年の西沢道夫以来2人目・56年ぶりの達成となった。また同日の試合では4回表の第二打席で巨人の先発投手・姜建銘から右中間への二塁打を放ち、セ・リーグ新記録となるシーズン46二塁打を記録した。10月は打率.275、OPS.831とやや調子を落としたが、3月から9月まで月間打率3割、同OPSも10割を切ることのない安定した打撃をシーズンを通して続け、2002年以来4年ぶりの首位打者と2年連続の最高出塁率を獲得し、二塁打も当時のセ・リーグ年間記録を塗り替える47本を記録した。また4番を担ったウッズも同年47本塁打・144打点と西沢の年間球団記録である46本塁打・135打点をともに塗り替えた上で本塁打王・打点王の二冠王に輝き、打撃三部門タイトルはこの2人により独占された。この2人のコンビは「FW砲」と評された。ポジションも開幕は右翼手、その後は元々予定されていた中堅手へコンバートされたが、シーズン終盤からは右翼手に固定となった。
北海道日本ハムファイターズとの日本シリーズでは、第2戦で一時は勝ち越しとなるソロ本塁打を放ったものの、トータルでは打率.200、2打点とあまり活躍できず、チームは日本一を逃した。11月14日には最優秀選手賞を受賞した。この年はWBC開幕前の2月から右肩痛を抱えており、オフの日米野球2006に選出されていたが出場を辞退した。
オフの契約更改では4億円を希望した福留に対し、球団は3億8000万円を提示したため、交渉が難航したが、翌年キャンプ中の2月22日に推定年俸3億8500万円で合意した。
2007年、ナゴヤドームでの入場曲にレッド・ホット・チリ・ペッパーズの『アラウンド・ザ・ワールド』を使用した（2006年シーズンはホワイト・ストライプスの『ブルー・オーキッド』を使用していた）。開幕から不動の「3番・右翼手」として起用され、4月21日のヤクルト戦（明治神宮野球場）で3年ぶりに1試合5安打を記録、4月終了時点で打率.363、9本塁打、24打点（打率はリーグ2位、本塁打と打点はリーグ1位）を記録するなど、序盤から打撃好調だった。しかし、5月10日の広島戦（広島市民球場）の守備でダイビングキャッチをした際に負傷。その後、5月は本塁打がなく、交流戦中の5月末から6月前半には6試合31打席無安打、13試合打点なしと不振に陥り、打率も3割を下回った。6月3日のソフトバンク戦では、ダイビングキャッチの際に負傷したが、それでもチームで唯一、開幕からフルイニング出場を続けていた。タイロン・ウッズが腰痛で欠場した6月16日から20日までの4試合は4番で起用された。ところが、7月15日の阪神戦（甲子園球場）の守備で右肘痛を悪化させ、前半戦最後のヤクルト3連戦（ナゴヤドーム）ではスタメン落ちした（1戦目と2戦目は代打で出場、3戦目は欠場）。ファン選出されたオールスターゲームは第1戦でウッズの代走から次の打席に指名打者として打席に立った（結果は遊ゴロ）だけだった。その後7月24日に登録抹消され、8月に渡米して内視鏡による除去手術を行うことを決意。シーズン中の復帰は不可能になり、続くクライマックスシリーズ、日本シリーズも出場することはできなかった（日本シリーズ出場選手40人枠には入っていた）。チームは53年ぶりに日本シリーズ優勝を果たしたが、FA宣言したこともあり、日本一パレードやファン感謝デーには参加しなかった。
2007年は規定打席に到達しなかった上、上述のように不振に陥った時期もあったが、200打席以上の選手では、リーグ内でOPSが2位、NOIが1位と非常に優秀な成績であった。
シーズン終了後にはこの年から適用された故障者特例措置によりFA権を取得し、11月12日に正式に行使することを表明。同日に、一般女性と入籍したことも明らかにした。12月16日に第1子（長男）が誕生。

### カブス時代
2007年12月12日、ジョー・アーボンを代理人とし、シカゴ・カブスと4年総額4800万ドル（約53億円）の契約に合意。身体検査を経て19日に本拠地で正式契約を交わし、背番号は1になることが発表された。なお報告記者会見は帰国後の22日に行った。カブス入団決定後、地元シカゴのメディアは福留のローマ字表記、「FUKUDOME」が放送禁止用語の「FUCK」を連想させるとして、懸念する記事を掲載した。
2008年、3月31日のミルウォーキー・ブルワーズとのMLB開幕戦に、「5番・右翼手」としてスタメンで出場。この試合では複数のカブスファンが福留に対し、カブスファンの常套句である「It's gonna happen」（「何かが起こるぞ」あるいは「ついにその時が来た」）の誤訳と思われる「偶然だぞ」と書かれたサインボードを掲げる珍事が起こった（当時はGoogle翻訳で「It's gonna happen」を訳すと「偶然だぞ」になっていたが、これが話題になったためか、後に修正されている。）。初打席ではベン・シーツから二塁打を放ち、9回裏無死一・二塁の場面ではエリック・ガニエから同点3点本塁打を放ち、鮮烈な印象を与えるデビューとなった。4月までは打率.327、出塁率.436、長打率.480、OPS.915の成績を残し、多くの地元紙がチーム四球数の増加を受けて「カブス打線を変えた福留」という記事を取り上げる活躍を見せた。その後はオールスターにもファン投票で選出されたが、インコースの速球に弱いと見抜かれると徐々に調子を落とし、以降は打率と出塁率が前月の数字を上回ることがなく、5月以降は打率.241、出塁率.340、長打率.355の成績に終わり、起用法も9月以降は守備要員としての出場が増えていった。チームはディビジョンシリーズに進出したものの、福留自身は第1戦と第2戦で先発出場して8打数無安打4三振に終わり、監督のルー・ピネラは「もう福留を使う意味がない」と公言、3戦目の移動のために利用したシカゴのオヘア空港では「フクドメ・コウスケさん、シンシナティ・レッズへ向かってください。トレードが決まりました」といたずらの館内放送を流されるなどファンからも見放され、チームもディビジョンシリーズ3連敗でシーズンを終えた。右翼手として守備は±システム1、DRS3、UZR6.0との数値を残した。
2009年、開幕前の3月に開催された第2回WBCの日本代表に選出され、2大会連続2度目の選出を果たした。シーズンでは前年に続いて、4月は打率.338、出塁率.461、長打率.592、OPS1.052の好成績を残すも、5月以降は打率.245、出塁率.360、長打率.393と失速した。特に左投手に.164と振るわず、後半戦は左投手が先発のときはベンチスタートとなることが増えた。慣れない中堅の守備でも苦労し、中堅手として±システムは-8で両リーグワースト6位、DRS-5は両リーグワースト8位、UZR-7.6は両リーグワースト7位であったが（右翼の守備は依然高レベルであり、44試合の出場ながら±システム9・守備防御点8・UZR7.8を残した）、本人は「納得する形でできた」と自己評価した。
2010年、4月には3年連続で好成績（打率.344、出塁率.443、長打率.525、OPS1.084）を残すも、6月は自己ワーストの月間OPS.485を残すなどその後は失速し、8月2日には打率が.247まで降下したが、それ以降は復調し8月はメジャー3年目で最高となる月間打率.365、出塁率.467、OPS1.118を記録して9月1日には打率が.281まで上昇する。8月10日のAT&Tパークでのサンフランシスコ・ジャイアンツ戦で、ティム・リンスカムからライトスタンドを越える場外本塁打を放ち、日本人初の「スプラッシュ・ヒット」を記録した（ただし、フェンス最後部にある旗に当たってから海に落下したため、障害物に触れた打球は公式には「スプラッシュ・ヒット」として認定されていない）。しかし9月に再び失速し、最終的に打率や長打率、本塁打数などでカブス移籍後自己最高の成績を残したが、好不調の波が激しかったことが災いし、3年目で初めて規定打席に到達できなかった。守備では右翼手として起用されたが、±システム-3、DRS-3、UZR-4.4と振るわなかった。オフにはシカゴ市内にマンションを購入した他、グリーンカードを取得し、カブスとの契約終了後もメジャーでのプレーを希望していることを明らかにした。
2011年、4月は打率.383、出塁率.486、長打率.400、OPS.886の好成績を残す。しかしその後は例年と同じく調子を落とし、76試合の出場で打率.275、3本塁打、OPS.751の成績で前半戦を折り返したが、1打席あたりの平均球数は7月までリーグトップの4.34を記録した。

### インディアンス時代
2011年7月28日にアブナー・アブレイユ、カールトン・スミスとのトレードでクリーブランド・インディアンスへ移籍。背番号は中日、カブス時代と同じ1となった。この移籍により、この年の日本人野手は全員アメリカンリーグの球団に所属することになった。
7月29日のカンザスシティ・ロイヤルズ戦で移籍後初出場。8月は打率.293、1本塁打、OPS.744と復調し、27日には契約終了後もMLBでのプレーを希望していることをクリーブランドの地元紙に明かした。9月は4本塁打を放ったが、打率.216、OPS.623と再び調子を落とし、特に出塁率は移籍前には.374と高い数字を残していたが、移籍後は.300と低下した。最終的にシーズン通算で打率.262、8本塁打、35打点、OPS.712に終わったが、これは打率を除けばメジャー移籍後ワーストの成績であった。一方、安打数はメジャー自己最多139、守備では補殺7、アームレーティング7（いずれも中堅手と右翼手としての合計）と自己ベストの強肩ぶりを見せたが、右翼手として両リーグ最下位のUZR-10.5、同ワースト4位のDRS-1、同じく±システム-6と守備範囲に顕著な課題を残した。

### ホワイトソックス時代

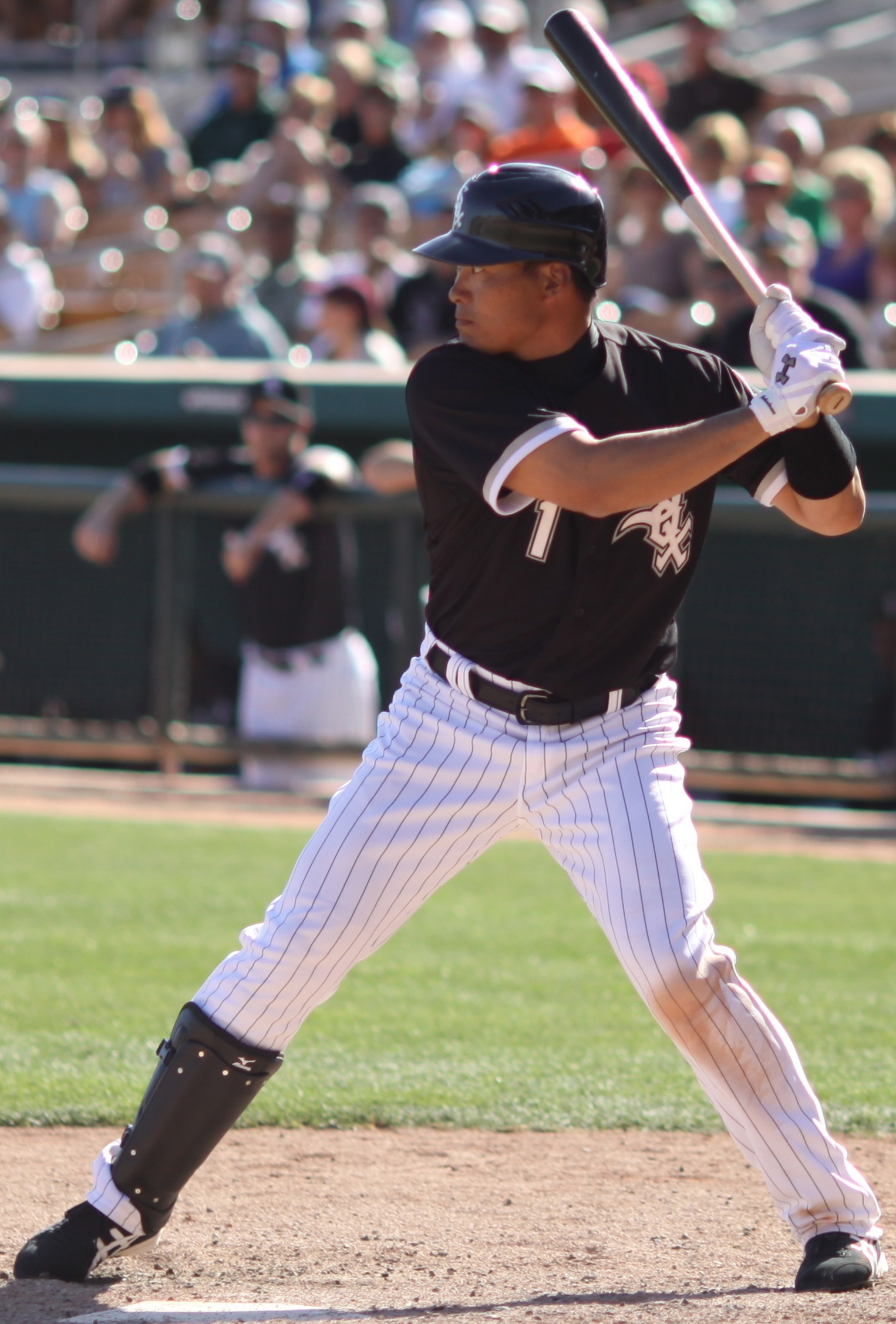
シカゴ・ホワイトソックス時代
（2012年3月14日）

2012年2月14日にシカゴ・ホワイトソックスと1年100万ドルで契約する（2年目は年俸300万ドルの球団オプション）。主に代打や守備要員として起用されるも、24試合の出場で打率.171、本塁打なし、OPS.489を喫し、6月7日に右脇腹痛でDL入りする。22日にDFAとなり、26日に自由契約となった。

### ヤンキース傘下時代
2012年7月13日にニューヨーク・ヤンキースとマイナー契約を結んだ。AAA級スクラントンでは39試合の出場で打率.276、2本塁打、OPS.818を残し、外野手の他22試合で一塁手としても起用されるが、メジャー昇格はならず、シーズン最終戦の9月3日に自由契約となった。後にNPBへ復帰する意向を示したことから、阪神タイガースや横浜DeNAベイスターズなど、複数のNPB球団が福留の獲得に向けて交渉を進めた。

### 阪神時代

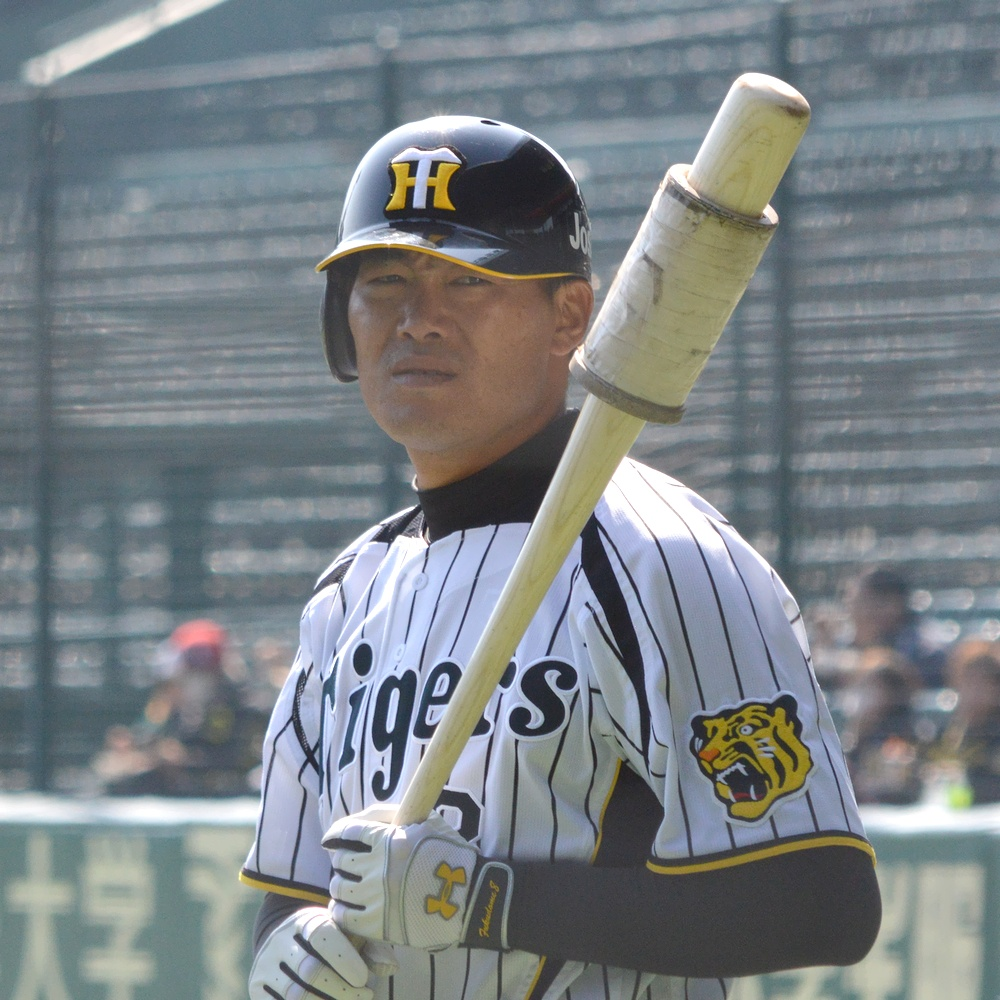
阪神タイガース選手時代（2013年3月6日 阪神甲子園球場）

2012年12月25日に阪神タイガースとの入団合意が発表された。2013年1月5日に正式契約を交わした後、入団会見が行われた。背番号は8。福留は入団にあたって「長らく待って頂き、正式に入団となりましたが、今はスッキリとした気持ちと大丈夫かなという不安と半々です」とコメントし、入団の決め手について「僕自身が（アマチュア時代に）関西でプレーしたことがありますし、一度プレーしたことのある場所はすんなり入って行けるのではと思いましたので。それと凄く熱心に誘って頂き、最後まで我慢強く待って頂いたという所も僕の中では凄く有り難く、嬉しい気持ちでしたので、そういうところが大きな決め手となりました」とコメントした。
2013年、一軍公式戦の開幕から「5番（または6番）・右翼手」として連日スタメンに起用。春先には、チームトップの打点を挙げていた。4月19日のヤクルト戦（甲子園）では、7回裏に同球場で6年ぶり（阪神移籍後では初めて）の本塁打を放ったことを皮切りに、2本塁打・6打点と活躍。同点で迎えた延長12回裏には、二死満塁からこの試合2本目となる本塁打を放つことで、チームにサヨナラ勝利をもたらした。しかし、5月3日のヤクルト戦（甲子園）第1打席で一塁へ走った際に左膝を痛めて交代すると、以降の4試合に続けて欠場。同月8日付で出場選手登録を抹消された。同月28日に患部のクリーニング手術を受けてからは、リハビリと二軍での再調整を経て、夏季長期ロード中の8月13日に一軍へ復帰した。8月26日の中日戦（ナゴヤドーム）からは、故障で戦線を離脱した大和に代わり、中日時代の2006年以来6年ぶりに中堅手として先発出場。8月28日の巨人戦（東京ドーム）では、4回表の第2打席で、中日時代の2005年以来7年ぶりに同カードで本塁打を放った。ところが、6回表の第3打席で安打を放って出塁した際に、左ふくらはぎを痛めて途中交代。その影響で9月1日に出場選手登録を再び抹消された。9月11日に一軍へ復帰したが、阪神のシーズン最終戦になった広島とのクライマックスシリーズ・ファーストステージ第2戦（10月14日・甲子園）でも、1回裏の第1打席で右足のふくらはぎを痛めて2回表の守備から交代。移籍後最初のシーズンは63試合の出場に留まり、打率は2割、出塁率も3割を下回るなど、「打率3割、出塁率4割」というシーズン前の公約を大きく裏切る結果に終わった。
2014年、右翼手として公式戦開幕3戦目の巨人戦（3月30日・東京ドーム）2回裏の守備で、大竹寛が放った浅い飛球を追って二塁手の西岡剛と激突（記録は右越2点三塁打）。その勢いで宙を舞った西岡は、後頭部からグラウンドに落下したため、救急車で病院に搬送された（搬送先の病院での診断は鼻骨の骨折・胸部の打撲・軽度の左肩鎖関節の脱臼）。福留もしばらく昏倒していたが、西岡の搬送後から守備に復帰。4回表の第2打席（失策による出塁）で代走を送られるまで出場を続けた後に、病院での診察で胸部打撲との診断を受けた。4月29日の広島戦（甲子園）でブライアン・バリントンから決勝のソロ本塁打を放ってNPB一軍通算200本塁打を記録したが、以降の公式戦では1か月以上長打が出なかった。また、打率.188、2本塁打、9打点と不振に陥ったことに加えて、緒方凌介の台頭などの影響で次第に出場機会が減少。6月10日から同月26日までは、阪神への入団後初めて、不調を理由に出場選手登録を抹消されていた。一軍復帰後は、コンパクトなスイングへの改造によって打撃が復調したことから、再び右翼のレギュラーを確保。7月16日の中日戦（ナゴヤドーム）では自身10年ぶりの犠打を成功させるなど、攻守にわたってチームプレーをたびたび披露している。同月22日の巨人戦（甲子園）では、引き分け寸前の延長12回裏二死無走者で迎えた打席で、スコット・マシソンからライトポール直撃のサヨナラ本塁打を放った。福留はこの本塁打で、NPBの一軍公式戦における延長12回以降のサヨナラ本塁打の通算最多記録（3本）を樹立。巨人戦における延長12回以降のサヨナラ本塁打は、阪神球団史上初の快挙であった。さらに、8月1日の対DeNA戦（甲子園）でも、同点で迎えた延長10回裏一死一・三塁から中前にサヨナラ安打。代打で登場した関本賢太郎が敬遠四球で出塁した直後の打席で、この日が開場90周年の節目に当たる甲子園球場に花を添えた。クライマックスシリーズファーストステージ（対広島、甲子園）では、第1戦で前田健太からソロ本塁打を放って決勝点を挙げた。
2015年、3月29日の中日戦（京セラドーム大阪）にて、NPB/MLB通算250本塁打を記録した。5月27日の対東北楽天ゴールデンイーグルス戦では、延長11回裏、二死一塁から自身4本目となるサヨナラ本塁打（2ラン）を放ち、さらに翌5月28日にも、延長11回、二死満塁というチャンスで、フルカウントから際どい投球を見送り、押し出し四球を選び、阪神タイガースの球団通算5000勝をサヨナラで飾り、2日連続でサヨナラ劇を演じる。また6月27日の対横浜DeNAベイスターズ戦（甲子園）で、2010年のカブス時代以来5年ぶり、日本球界では2007年の中日時代以来8年ぶりに、シーズン10本塁打を、9月25日の広島戦では2006年以来となるシーズン20本塁打を記録した。最終的に打率.281（チーム2位）、20本塁打（チーム1位）、76打点（チーム1位）と、打撃三部門いずれもチームでトップクラスの数字を残した。巨人とのクライマックスシリーズ（CS）ファーストステージでは、第3戦の7回にソロ本塁打を放ったが、チームは1勝2敗で敗れた。同年は9年ぶりにゴールデングラブ賞を受賞した。
2016年、6月20日のオリックス戦（甲子園）で、プロ野球史上121人目となるNPB通算1500安打を達成。第1打席に右中間方向への二塁打を放つと、続く第2打席にライト前安打を放ち大台に到達した。その2試合後となる6月25日の広島戦（マツダスタジアム）で、日米通算2000安打を達成した。第2打席にライトへの二塁打を放ち王手とすると、続く第3打席に二塁方向への内野安打を放ち達成した。7月30日の中日戦（甲子園）で、中日に所属していた2003年6月8日の広島戦（ナゴヤドーム）で達成して以来、13年ぶり自身2度目となるサイクル安打を達成した。これはNPBでは通算69度目の達成となる。最終的に、一軍公式戦131試合に出場し、打率.311、11本塁打を記録した。
2017年、球団史上最年長の40歳でチームキャプテンに就任。前年まで5シーズン務めてきた鳥谷の後任で、他球団からの移籍によって阪神へ入団した選手からの起用は球団史上初めてであった。レギュラーシーズン中は、左投手の先発が予告された試合を中心に、首脳陣の方針で「積極的休養」（週に1～2試合ペースでの欠場）をはさみながら一軍公式戦93試合で4番打者に起用。6月6日の対オリックス戦（京セラドーム）からは、守備位置を右翼から左翼へ変更した。
レギュラーシーズン全体では、127試合の出場で、チーム2位の18本塁打、前年を上回る79打点、打率.263を記録。シーズン2号本塁打を記録した4月21日の対巨人戦（東京ドーム）から本塁打を放った試合でチームを12連勝に導いたり、8月に休養明けの5試合ですべて本塁打を記録するなど、前述した首脳陣の配慮にも応え続けた。レギュラーシーズン終盤の9月には、甲子園球場で3日に催された古巣の中日戦で、NPB一軍公式戦通算350二塁打を達成。29日の対DeNA戦（横浜）では、全4打席の出塁でシーズン初の4打点を挙げたことによって、チームの大勝と2年ぶりCS進出確定に貢献した。DeNAとのCSファーストステージ（甲子園）では、40歳5か月で迎えた10月14日の第1戦で決勝本塁打を放ったことによって、NPBのポストシーズンにおける決勝本塁打の最年長記録を更新。しかし、日本シリーズへの進出には至らず、12月11日には推定年俸2億2000万円（前年から1000万円減）という条件で契約を更改した。
2018年、前年に続いてチームキャプテンを務めながら、左翼手としてレギュラーシーズンをスタート。「積極的休養」をはさみながら、クリーンアップの一角を担った。開幕当初は、この年に入団したウィリン・ロサリオを4番打者に固定する方針の下で、ロサリオの前後の打順（3番か5番）を任されていた。ロサリオが打撃不振で4番を外れた5月下旬からは、4番にも随時起用。3番打者として臨んだ6月14日の対北海道日本ハムファイターズ戦（札幌ドーム）では、8回表の打席で公文克彦からシーズン5号本塁打を放った。福留は中日時代の2005年にセ・パ交流戦が始まって以降、NPB一軍公式戦のカードで対日本ハム戦にのみ本塁打を記録していなかったが、この本塁打によってNPB史上33人目（阪神の選手では3人目）の全球団本塁打を達成した。7月3日に甲子園球場で催された古巣・中日との公式戦では、1回裏の第1打席で小笠原慎之介から右前打を放ったことによって、NPB実働15年目で史上57人目の一軍公式戦3000塁打を記録している。同年は123試合に出場し、打率.280、14本塁打、72打点でシーズンを終えた。オフに推定年俸1億5000万円で翌年の契約を結んだ。
2019年、チームキャプテンを糸原健斗に託し、「5番・左翼手」としてスタメンでレギュラーシーズンをスタート。4月6日の対広島戦（マツダ）では、8回表の打席で放ったシーズン1号ソロ本塁打で、NPB一軍公式戦通算1000打点を達成した。NPB史上46人目の記録だが、41歳11か月での達成は、中日時代のチームメイトだった谷繁元信の42歳5か月に次いで史上2番目の年長記録である。さらに、5月5日の対DeNA戦（甲子園）では、5-5の同点で迎えた9回裏二死一塁の第5打席で、5番打者として三嶋一輝から3号本塁打を記録。この本塁打で、セ・リーグ公式戦通算5万号本塁打、阪神の公式戦における令和時代初のサヨナラ本塁打および、セ・リーグ公式戦史上最年長（42歳）のサヨナラ本塁打を同時に記録した。その後も「積極的休養」をはさみながら公式戦への先発出場を続けていたが、5月31日の対広島戦（マツダ）の試合中に右脹脛の張りを訴えて途中交代。後の診察で右脹脛に軽度の筋挫傷が生じていることが判明したため、翌6月1日付で出場選手登録を抹消された。福留の登録抹消は2014年6月以来5年ぶりだが、故障を理由に抹消されたのは、阪神1年目の2013年9月に左脹脛を痛めて以来6年ぶりである。実際には、最短抹消期間である10日の調整だけで一軍に復帰。6月16日の対オリックス戦（京セラドーム）9回裏に代打で出場すると、増井浩俊から2点適時二塁打を放ったことによって、日本人選手としては史上3人目のNPB/MLB公式戦通算500二塁打を達成した。復帰を急いだ反動で左脹脛にも張りが生じたため、同月22日に登録を再び抹消。7月23日に一軍へ戻ると、同月28日の対巨人戦（東京ドーム）2回表に走者として本塁へ生還したことによって、NPB公式戦通算1000得点を史上最高齢の42歳3か月で達成した。レギュラーシーズン全体では、一軍公式戦104試合に出場。5年ぶりに規定打席に到達しなかったものの5番打者として62試合、3番打者として36試合にスタメンで起用されたほか、5年連続で2桁本塁打（10本）を記録するなどの活躍でチームを2年ぶりのCS進出に導いた。42歳で臨んだ12月12日の契約交渉では、推定年俸1億3000万円（前年から2000万円減）という条件で契約を更改。
2020年、NPBの現役最年長選手としてレギュラーシーズンの開幕から一軍に帯同していたが、極度の打撃不振で先発出場の機会が例年から大幅に減少。開幕の翌月（7月）からは二軍が甲子園球場か阪神鳴尾浜球場でデーゲーム（ウエスタン・リーグ公式戦）、一軍が甲子園球場でナイトゲーム（セ・リーグ公式戦）を開催する日に自身の希望で両方の試合（いわゆる「親子ゲーム」）に出場することが相次いでいた。10月20日には翌年の戦力構想から外れていることを通告された。しかし、他球団での現役続行を希望したため、11月6日にはこの年限りで能見篤史・上本博紀と共に退団することが球団から正式に発表された。12月2日付でNPBから自由契約選手として公示。

### 中日復帰
2020年12月9日に中日が非公式で入団交渉を行い、大筋で合意。3日後の12日、球団から獲得が発表された。背番号は9で、推定年俸は3000万円。
2021年、キャンプは二軍スタートとなった。3月18日に一軍昇格し、同月21日の対日本ハム戦で秋吉亮から右翼に代打2点本塁打を放ち、一軍における中日復帰後初安打となった。一軍で迎えた3月26日の広島との開幕戦（マツダスタジアム）では8回表に代打で出場し、四球を選んだ。この打席が日米通算10000打席目となった。4月3日の阪神戦（京セラドーム大阪）では復帰後初安打を記録。交流戦ではほぼレギュラーの位置付けとなり、5月29日の日本ハム戦（札幌ドーム）で「3番・指名打者」として出場し、4安打を記録。44歳での4安打は2015年5月4日の阪神戦で記録した谷繁元信以来2人目となった。中日での猛打賞は2007年6月10日の千葉ロッテマリーンズ戦以来、実に5102日ぶりであった。7月7日の巨人戦（東京ドーム）で中日復帰後初本塁打を放ったほか、7月10日のDeNA戦（バンテリンドーム ナゴヤ）では同球場で中日復帰後初本塁打を記録した。後半戦は、8月27日の巨人戦（バンテリンドーム ナゴヤ）で通算1000四球（史上最年長）、9月12日のヤクルト戦（バンテリンドーム ナゴヤ）で球団史上最年長本塁打、10月10日のDeNA戦（横浜スタジアム）でNPB通算2000試合出場（史上最年長）を達成した。だが、チームのBクラスが決定的な状況だったため、若手選手に出場機会を譲る目的で10月11日に登録抹消され、そのままシーズンを終えた。オフの11月20日に300万円増の年俸3300万円＋出来高払いで契約更改。
2022年、キャンプは一軍から始まった。巨人との開幕戦（東京ドーム）では巨人の開幕投手・菅野智之との相性の良さを買われて「3番・左翼手」としてスタメン起用され、日本ハム時代の落合博満を抜き、開幕戦の史上最年長スタメンとなったが、4打数無安打2三振で7回裏の守備から交代した。同年は開幕から25打席無安打が続き、シーズン初安打は5月26日の西武戦（バンテリンドーム ナゴヤ）で森脇亮介から打った右翼線適時二塁打だった。この一打により、山﨑武司が保持していたセ・リーグ史上最年長二塁打の記録を45歳1か月に更新した。しかし、その後も安打が出ず、交流戦終了時点で打率.043と不振で、交流戦終了後の6月13日に登録抹消された。9月7日に同年限りでの現役引退の意志を固め、翌8日に球団を通して正式に現役引退を表明、会見を開いた。引退の理由として「気持ちの面が一番」とした上で、24年間の現役生活については「本当にこれだけ好きな野球をやらせて頂いて、自分の好きなように生きてきて、本当に楽しかったです」と語った。引退会見では大島洋平、大野雄大、祖父江大輔、木下拓哉、阿部寿樹、高橋周平、柳裕也、京田陽太がサプライズで登場し、チームを代表して花束をもって福留を労った。9月23日の巨人戦（バンテリンドーム ナゴヤ）で引退試合が行われ、この試合では9回表から右翼手として出場。9回裏に現役最終打席に立ち、鍬原拓也に二飛に打ち取られた。なおこの年、オリックス・バファローズの能見篤史も現役引退したことにより、1970年代生まれの選手は全員が引退した。

### 現役引退後
2023年からは、日本テレビ・中京テレビ・東海テレビ・NHKBSMLB中継・東海ラジオ・MBSラジオの野球解説者、中日スポーツの野球評論家に就任（CBCテレビ・テレビ愛知・フジテレビONE・カンテレ・サンテレビ等のプロ野球中継でもゲスト解説者として出演することがある）。
2023年1月11日、プロ入り前に在籍した日本生命硬式野球部で特別コーチに就任した。単年契約で、月に5,6回程度の指導を行う予定。

## 選手としての特徴

### 打撃
高校時代より節目ごとにフォーム改造に取り組んでおり、打球を広角に放つことができる。中日時代に30本塁打以上を2度記録しているが、カブス移籍後は1、2番での起用が多くなり、出塁を優先するスタイルとなった。中日時代に3度の最高出塁率を記録し、現役のメジャーリーガー中7位の通算四球率.134を記録した打席での辛抱強さと出塁能力の高さはメジャーでも高い評価を得た。2009年には日本人選手MLBシーズン最多記録となる93個の四球を選んでいる。しかし、中日時代から左投手に対しての好不調の波が年によって激しく、2009年には左投手に対し打率.164と不振に陥り、カブス時代はそれ以降左投手と対戦する場合の先発を外れることが多くなった他、メジャー時代は例年4月は通算打率.345、OPS.979と好成績を残したが、5月以降は通算打率.244、OPS.718と結果を残せずにいた。

### 守備・走塁
MLBにおける右翼手の平均水準を上回る強肩の持ち主で、阪神時代の2017年序盤までの試合では、主に右翼の守備へ就いていた。しかし、加齢などに伴って守備力が徐々に低下したため、同年のセ・パ交流戦以降は左翼手に転向している。
右翼の守備では、フライの軌道の読みが鋭く、阪神への移籍後にゴールデングラブ賞を1度獲得した。「外野の守備が難しい球場」として知られるリグレー・フィールドが本拠地であるカブス時代には、2008・2009年に、右翼手としてDRSとUZR共に高い数値を記録した。2010年以降は、通算DRSが2、通算UZRが-2.2にまで低下。中堅手にも起用されたが、通算DRSは-10、通算UZRは-9.7で、いずれも中堅手としてのMLB平均を大きく下回った。
走塁面では、カブス時代に本塁から一塁への到達タイムで最速4.05秒を記録したほどの俊足の持ち主。

## 人物
- 愛称は「ドメさん」[282]など。
- 野球を始めた当初は右打ちで、右手の力が強すぎるため打球がことごとくレフト方向に切れファウルになっていた[283]。小学4年生時に両親らの勧めもあり左打ちに転向した[283]。
- 中日入団直後の1998年末には『中日新聞』（中日ドラゴンズの親会社・中日新聞社発行）記者・西沢智宏のインタビューを受けたが、その際には「好きな食べ物は魚。海に近い町で育ったから子供のころから魚を多く食べており、釣りにもよく行った」と述べており、星野監督も「（福留は）魚をたくさん食べていたようだからそのおかげで体が頑丈に育ったようだ」と述べている[4]。
- 愛媛県立今治西高校の左投手だった藤井秀悟とは、高校2年時の第1回AAAアジア野球選手権大会で日本代表へ一緒に選出されて以来の親友[284]。藤井も早稲田大学を経てNPBの4球団（ヤクルト・日本ハム・巨人・DeNA）で投手生活を送ったため、福留とは、NPBのオープン戦や一軍公式戦で何度も対戦している。
- 本人曰く「子どものころからコマやけん玉が得意」。2002年12月27日にNHKの番組「東海2002・この1年」に生出演した際には、けん玉の「ホームラン」という大技を成功させた[285]。
- マネジメントは吉本興業が担当している[286]。
- 阪神移籍後の2013年4月23日に古巣・ナゴヤドームで開かれた中日戦では、5回裏にチームメイトの久保田智之が同年初の一軍登板（救援）で8失点を喫すると、イニング終了後に阪神ベンチの上から久保田に向けて野次を飛ばした観客へグラウンド上から応戦するという一幕があった[287]。その一方で、左翼手として出場していた2017年9月12日の対巨人戦（甲子園）では、延長12回表に寺内崇幸が放った左翼フェンス直撃の打球（記録は二塁打）を処理中に、左翼スタンドの観客が福留に向かってプラスチック製の容器を投下。容器は、福留の頭上を通過した末に、左翼のフェアグラウンドへ落下した[288]。
- 阪神への入団当初は、チームメイトで同郷（鹿児島県出身）の大和（前田大和）、榎田大樹、金田和之を食事に誘って「鹿児島県人会」を開いていた[289]。ただし、金田は2017年にオリックス、大和は同年のシーズン後にDeNA、榎田は2018年のオープン戦期間中に西武へ移籍している。
- NPB現役最年長選手として阪神で迎えた2020年シーズンには、新人選手による公式戦シーズン最多安打のセ・リーグ記録（159安打）を前年に樹立した正中堅手の近本光司が、6月19日の開幕から1割台の打率に陥っていた。自身も極度の打撃不振に見舞われていた福留は、広島遠征中の7月3日にマツダスタジアムで予定されていた対広島戦が雨天で中止になったことを受けて、同スタジアムの室内練習場で近本へバッティングを直々に指導した。わずか10分間であった[290]が、近本はこの指導をきっかけに打撃フォームを修正。7月に月間打率.276、8月に.362を記録するなど、徐々に調子を戻している。一軍の監督として指導の様子を見届けていた矢野は、「（打撃不振から脱出する）きっかけをどこからでもつかむことはあり得るので、チカ（近本）にとって、同じ左（打者）の（福留）孝介から教えてもらうことは良かったと思う」という表現で、福留の熱心な姿勢を高く評価している[291]。
- 日本テレビの『はじめまして!一番遠い親戚さん』（2022年1月2日放送）にて、はとこの子（7親等の血族）が俳優・歌手の北村匠海であると判明した[292]。

## 詳細情報

### 年度別打撃成績
| 年 度     | 球 団     | 試 合 | 打 席 | 打 数 | 得 点 | 安 打 | 二 塁 打 | 三 塁 打 | 本 塁 打 | 塁 打 | 打 点 | 盗 塁 | 盗 塁 死 | 犠 打 | 犠 飛 | 四 球 | 敬 遠 | 死 球 | 三 振 | 併 殺 打 | 打 率 | 出 塁 率 | 長 打 率 | O P S  |
| --------- | --------- | ----- | ----- | ----- | ----- | ----- | -------- | -------- | -------- | ----- | ----- | ----- | -------- | ----- | ----- | ----- | ----- | ----- | ----- | -------- | ----- | -------- | -------- | ------ |
| 1999      | 中日      | 132   | 526   | 461   | 76    | 131   | 25       | 2        | 16       | 208   | 52    | 4     | 7        | 8     | 2     | 50    | 1     | 5     | 121   | 3        | .284  | .359     | .451     | .810   |
| 2000      | 中日      | 97    | 368   | 316   | 50    | 80    | 18       | 2        | 13       | 141   | 42    | 8     | 5        | 2     | 2     | 45    | 4     | 3     | 79    | 5        | .253  | .350     | .446     | .796   |
| 2001      | 中日      | 120   | 442   | 375   | 51    | 94    | 22       | 2        | 15       | 165   | 56    | 8     | 4        | 4     | 3     | 56    | 4     | 4     | 90    | 4        | .251  | .352     | .440     | .792   |
| 2002      | 中日      | 140   | 608   | 542   | 85    | 186   | 42       | 3        | 19       | 291   | 65    | 4     | 2        | 0     | 5     | 56    | 2     | 5     | 96    | 4        | .343  | .406     | .537     | .943   |
| 2003      | 中日      | 140   | 617   | 528   | 107   | 165   | 30       | 11       | 34       | 319   | 96    | 10    | 5        | 1     | 6     | 78    | 1     | 4     | 118   | 5        | .313  | .401*    | .604     | 1.005* |
| 2004      | 中日      | 92    | 404   | 350   | 61    | 97    | 19       | 7        | 23       | 199   | 81    | 8     | 3        | 1     | 2     | 48    | 0     | 3     | 93    | 3        | .277  | .367     | .569     | .936   |
| 2005      | 中日      | 142   | 612   | 515   | 102   | 169   | 39       | 6        | 28       | 304   | 103   | 13    | 5        | 0     | 3     | 93    | 3     | 1     | 128   | 8        | .328  | .430     | .590     | 1.020  |
| 2006      | 中日      | 130   | 578   | 496   | 117   | 174   | 47       | 5        | 31       | 324   | 104   | 11    | 2        | 0     | 3     | 76    | 4     | 3     | 94    | 4        | .351  | .438     | .653     | 1.091  |
| 2007      | 中日      | 81    | 348   | 269   | 64    | 79    | 22       | 0        | 13       | 140   | 48    | 5     | 2        | 0     | 4     | 69    | 3     | 6     | 66    | 5        | .294  | .443     | .520     | .963   |
| 2008      | CHC       | 150   | 590   | 501   | 79    | 129   | 25       | 3        | 10       | 190   | 58    | 12    | 4        | 2     | 5     | 81    | 9     | 1     | 104   | 7        | .257  | .359     | .379     | .738   |
| 2009      | CHC       | 146   | 595   | 499   | 79    | 129   | 38       | 5        | 11       | 210   | 54    | 6     | 10       | 3     | 5     | 93    | 3     | 3     | 112   | 15       | .259  | .375     | .421     | .796   |
| 2010      | CHC       | 130   | 429   | 358   | 45    | 94    | 20       | 2        | 13       | 157   | 44    | 7     | 8        | 3     | 4     | 64    | 1     | 0     | 67    | 5        | .263  | .371     | .439     | .809   |
| 2011      | CHC       | 87    | 345   | 293   | 33    | 80    | 15       | 2        | 3        | 108   | 13    | 2     | 2        | 5     | 0     | 46    | 1     | 1     | 57    | 2        | .273  | .374     | .369     | .742   |
| 2011      | CLE       | 59    | 258   | 237   | 26    | 59    | 12       | 1        | 5        | 88    | 22    | 2     | 4        | 1     | 2     | 15    | 3     | 3     | 53    | 6        | .249  | .300     | .371     | .671   |
| '11計     | CLE       | 146   | 603   | 530   | 59    | 139   | 27       | 3        | 8        | 196   | 35    | 4     | 6        | 6     | 2     | 61    | 4     | 4     | 110   | 8        | .262  | .342     | .370     | .712   |
| 2012      | CWS       | 24    | 51    | 41    | 2     | 7     | 1        | 0        | 0        | 8     | 4     | 0     | 1        | 0     | 2     | 8     | 0     | 0     | 9     | 0        | .171  | .294     | .195     | .489   |
| 2013      | 阪神      | 63    | 241   | 212   | 18    | 42    | 11       | 0        | 6        | 71    | 31    | 0     | 1        | 0     | 0     | 28    | 3     | 1     | 43    | 1        | .198  | .295     | .335     | .630   |
| 2014      | 阪神      | 104   | 367   | 312   | 20    | 79    | 8        | 0        | 9        | 114   | 34    | 1     | 1        | 3     | 4     | 47    | 0     | 1     | 48    | 11       | .253  | .349     | .365     | .714   |
| 2015      | 阪神      | 140   | 569   | 495   | 53    | 139   | 24       | 3        | 20       | 229   | 76    | 1     | 2        | 1     | 7     | 65    | 1     | 1     | 75    | 15       | .281  | .361     | .463     | .824   |
| 2016      | 阪神      | 131   | 523   | 453   | 52    | 141   | 25       | 3        | 11       | 205   | 59    | 0     | 1        | 0     | 6     | 61    | 5     | 3     | 78    | 6        | .311  | .392     | .453     | .845   |
| 2017      | 阪神      | 127   | 526   | 441   | 68    | 116   | 20       | 3        | 18       | 196   | 79    | 1     | 2        | 1     | 4     | 77    | 1     | 3     | 92    | 17       | .263  | .373     | .444     | .818   |
| 2018      | 阪神      | 123   | 499   | 414   | 57    | 116   | 26       | 2        | 14       | 188   | 72    | 2     | 1        | 0     | 7     | 73    | 2     | 5     | 90    | 10       | .280  | .389     | .454     | .843   |
| 2019      | 阪神      | 104   | 403   | 348   | 39    | 89    | 16       | 1        | 10       | 137   | 47    | 0     | 0        | 2     | 3     | 49    | 1     | 1     | 85    | 5        | .256  | .347     | .394     | .740   |
| 2020      | 阪神      | 43    | 92    | 78    | 3     | 12    | 2        | 0        | 1        | 17    | 12    | 0     | 0        | 0     | 3     | 11    | 0     | 0     | 31    | 4        | .154  | .250     | .218     | .468   |
| 2021      | 中日      | 91    | 216   | 193   | 17    | 42    | 12       | 0        | 4        | 66    | 18    | 0     | 0        | 0     | 0     | 23    | 1     | 0     | 56    | 5        | .218  | .301     | .342     | .643   |
| 2022      | 中日      | 23    | 30    | 24    | 0     | 1     | 1        | 0        | 0        | 2     | 3     | 0     | 0        | 0     | 2     | 4     | 1     | 0     | 11    | 0        | .042  | .167     | .083     | .250   |
| NPB：19年 | NPB：19年 | 2023  | 7969  | 6822  | 1040  | 1952  | 409      | 50       | 285      | 3316  | 1078  | 76    | 43       | 23    | 66    | 1009  | 36    | 49    | 1494  | 115      | .286  | .379     | .486     | .865   |
| MLB：5年  | MLB：5年  | 596   | 2276  | 1929  | 264   | 498   | 111      | 13       | 42       | 761   | 195   | 29    | 29       | 14    | 18    | 307   | 17    | 8     | 402   | 35       | .258  | .359     | .395     | .754   |

- 各年度の太字はリーグ最高
- 2003年は規定打席到達者の中でリーグ1位。同年は、ロベルト・ペタジーニが規定打席に20打席不足していたが、20打席分を凡打と仮定しても、出塁率.436、OPS1.079でいずれも福留を上回る。なお、この場合、現在の公認野球規則10.22(a)では最高出塁率はペタジーニとなるが、当時は出塁率は対象外だった。

### WBCでの打撃成績
| 年 度 | 代 表 | 試 合 | 打 席 | 打 数 | 得 点 | 安 打 | 二 塁 打 | 三 塁 打 | 本 塁 打 | 塁 打 | 打 点 | 盗 塁 | 盗 塁 死 | 犠 打 | 犠 飛 | 四 球 | 敬 遠 | 死 球 | 三 振 | 併 殺 打 | 打 率 | 出 塁 率 | 長 打 率 |
| ----- | ----- | ----- | ----- | ----- | ----- | ----- | -------- | -------- | -------- | ----- | ----- | ----- | -------- | ----- | ----- | ----- | ----- | ----- | ----- | -------- | ----- | -------- | -------- |
| 2006  | 日本  | 8     | 25    | 22    | 4     | 4     | 0        | 0        | 2        | 10    | 6     | 0     | 0        | 0     | 1     | 2     | 0     | 0     | 2     | 0        | .182  | .240     | .455     |
| 2009  | 日本  | 7     | 27    | 20    | 4     | 4     | 0        | 0        | 0        | 4     | 0     | 0     | 0        | 0     | 0     | 7     | 0     | 0     | 7     | 0        | .200  | .407     | .200     |

### オリンピックでの打撃成績
| 年 度 | 代 表 | 試 合 | 打 席 | 打 数 | 得 点 | 安 打 | 二 塁 打 | 三 塁 打 | 本 塁 打 | 塁 打 | 打 点 | 盗 塁 | 盗 塁 死 | 犠 打 | 犠 飛 | 四 球 | 敬 遠 | 死 球 | 三 振 | 併 殺 打 | 打 率 | 出 塁 率 | 長 打 率 |
| ----- | ----- | ----- | ----- | ----- | ----- | ----- | -------- | -------- | -------- | ----- | ----- | ----- | -------- | ----- | ----- | ----- | ----- | ----- | ----- | -------- | ----- | -------- | -------- |
| 1996  | 日本  | 9     | 34    | 32    | 8     | 9     | 0        | 0        | 2        | 15    | 8     | 1     | 0        | 0     | 0     | 1     | 0     | 1     | 7     | 0        | .281  | .324     | .469     |
| 2004  | 日本  | 9     | 44    | 38    | 11    | 12    | 2        | 0        | 3        | 23    | 10    | 0     | 0        | 0     | 1     | 5     | 0     | 0     | 9     | 0        | .316  | .386     | .605     |

### 年度別守備成績
MLB
| 年 度 | 球 団 | 左翼手（LF） | 左翼手（LF） | 左翼手（LF） | 左翼手（LF） | 左翼手（LF） | 左翼手（LF） | 中堅手（CF） | 中堅手（CF） | 中堅手（CF） | 中堅手（CF） | 中堅手（CF） | 中堅手（CF） | 右翼手（RF） | 右翼手（RF） | 右翼手（RF） | 右翼手（RF） | 右翼手（RF） | 右翼手（RF） |
| 年 度 | 球 団 | 試 合        | 刺 殺        | 補 殺        | 失 策        | 併 殺        | 守 備 率     | 試 合        | 刺 殺        | 補 殺        | 失 策        | 併 殺        | 守 備 率     | 試 合        | 刺 殺        | 補 殺        | 失 策        | 併 殺        | 守 備 率     |
| ----- | ----- | ------------ | ------------ | ------------ | ------------ | ------------ | ------------ | ------------ | ------------ | ------------ | ------------ | ------------ | ------------ | ------------ | ------------ | ------------ | ------------ | ------------ | ------------ |
| 2008  | CHC   | -            | -            | -            | -            | -            | -            | 12           | 10           | 0            | 0            | 0            | 1.000        | 137          | 245          | 6            | 5            | 0            | .980         |
| 2009  | CHC   | -            | -            | -            | -            | -            | -            | 113          | 226          | 4            | 2            | 1            | .991         | 44           | 79           | 1            | 0            | 1            | 1.000        |
| 2010  | CHC   | -            | -            | -            | -            | -            | -            | -            | -            | -            | -            | -            | -            | 110          | 190          | 4            | 1            | 1            | .995         |
| 2011  | CHC   | -            | -            | -            | -            | -            | -            | 1            | 1            | 1            | 0            | 0            | 1.000        | 82           | 150          | 4            | 2            | 0            | .987         |
| 2011  | CLE   | -            | -            | -            | -            | -            | -            | 12           | 28           | 0            | 1            | 0            | .966         | 49           | 115          | 2            | 1            | 2            | .992         |
| '11計 | CLE   | -            | -            | -            | -            | -            | -            | 13           | 29           | 1            | 1            | 0            | .968         | 131          | 265          | 6            | 3            | 2            | .989         |
| 2012  | CWS   | 10           | 17           | 0            | 0            | 0            | 1.000        | 1            | 2            | 0            | 0            | 0            | 1.000        | 4            | 3            | 0            | 0            | 0            | 1.000        |
| 通算  | 通算  | 10           | 17           | 0            | 0            | 0            | 1.000        | 139          | 267          | 5            | 3            | 1            | .989         | 426          | 782          | 17           | 9            | 4            | .989         |

NPB（内野守備）
| 年 度 | 球 団 | 一塁  | 一塁  | 一塁  | 一塁  | 一塁  | 一塁     | 二塁  | 二塁  | 二塁  | 二塁  | 二塁  | 二塁     | 三塁  | 三塁  | 三塁  | 三塁  | 三塁  | 三塁     | 遊撃  | 遊撃  | 遊撃  | 遊撃  | 遊撃  | 遊撃     |
| 年 度 | 球 団 | 試 合 | 刺 殺 | 補 殺 | 失 策 | 併 殺 | 守 備 率 | 試 合 | 刺 殺 | 補 殺 | 失 策 | 併 殺 | 守 備 率 | 試 合 | 刺 殺 | 補 殺 | 失 策 | 併 殺 | 守 備 率 | 試 合 | 刺 殺 | 補 殺 | 失 策 | 併 殺 | 守 備 率 |
| ----- | ----- | ----- | ----- | ----- | ----- | ----- | -------- | ----- | ----- | ----- | ----- | ----- | -------- | ----- | ----- | ----- | ----- | ----- | -------- | ----- | ----- | ----- | ----- | ----- | -------- |
| 1999  | 中日  | -     | -     | -     | -     | -     | -        | 1     | 0     | 1     | 1     | 0     | .500     | 44    | 15    | 35    | 4     | 2     | .926     | 109   | 138   | 254   | 13    | 49    | .968     |
| 2000  | 中日  | -     | -     | -     | -     | -     | -        | -     | -     | -     | -     | -     | -        | 30    | 10    | 36    | 4     | 4     | .920     | 77    | 111   | 186   | 10    | 33    | .967     |
| 2001  | 中日  | 1     | 0     | 0     | 0     | 0     | ----     | -     | -     | -     | -     | -     | -        | 51    | 30    | 79    | 3     | 8     | .973     | 11    | 14    | 26    | 1     | 6     | .976     |
| 通算  | 通算  | 1     | 0     | 0     | 0     | 0     | .---     | 1     | 0     | 1     | 1     | 0     | .500     | 125   | 55    | 150   | 11    | 14    | .949     | 197   | 263   | 466   | 24    | 88    | .968     |

NPB（外野守備）
| 年 度 | 球 団 | 外野手 | 外野手 | 外野手 | 外野手 | 外野手 | 外野手   |
| 年 度 | 球 団 | 試 合  | 刺 殺  | 補 殺  | 失 策  | 併 殺  | 守 備 率 |
| ----- | ----- | ------ | ------ | ------ | ------ | ------ | -------- |
| 1999  | 中日  | 12     | 9      | 0      | 1      | 0      | .900     |
| 2001  | 中日  | 61     | 90     | 1      | 2      | 0      | .978     |
| 2002  | 中日  | 139    | 241    | 14     | 4      | 3      | .985     |
| 2003  | 中日  | 136    | 244    | 14     | 4      | 2      | .985     |
| 2004  | 中日  | 92     | 147    | 10     | 1      | 1      | .994     |
| 2005  | 中日  | 141    | 256    | 12     | 0      | 2      | 1.000    |
| 2006  | 中日  | 129    | 251    | 7      | 1      | 1      | .996     |
| 2007  | 中日  | 79     | 171    | 6      | 3      | 1      | .983     |
| 2013  | 阪神  | 58     | 105    | 6      | 1      | 2      | .991     |
| 2014  | 阪神  | 99     | 180    | 4      | 0      | 2      | 1.000    |
| 2015  | 阪神  | 133    | 226    | 5      | 0      | 0      | 1.000    |
| 2016  | 阪神  | 122    | 177    | 5      | 1      | 1      | .995     |
| 2017  | 阪神  | 118    | 184    | 1      | 4      | 0      | .971     |
| 2018  | 阪神  | 113    | 180    | 6      | 2      | 1      | .989     |
| 2019  | 阪神  | 98     | 122    | 2      | 2      | 1      | .984     |
| 2020  | 阪神  | 21     | 22     | 2      | 1      | 1      | .960     |
| 2021  | 中日  | 43     | 62     | 0      | 0      | 0      | 1.000    |
| 2022  | 中日  | 4      | 3      | 0      | 0      | 0      | 1.000    |
| 通算  | 通算  | 1598   | 2670   | 95     | 27     | 18     | .990     |

- 各年度の太字はリーグ最高
- 太字年はゴールデングラブ賞受賞

### タイトル
NPB
- 首位打者：2回（2002年、2006年）
- 最高出塁率：3回（2003年、2005年、2006年）

### 表彰
NPB
- 最優秀選手：1回（2006年）
- ベストナイン：4回（外野手部門：2002年、2003年、2006年、2015年）
- ゴールデングラブ賞：5回（外野手部門：2002年、2003年、2005年、2006年、2015年[210]）
- 月間MVP：1回（打者部門：2002年9月）[293]
- セ・リーグ 連盟特別表彰：1回（功労賞：2022年[294]）
- 最優秀JCB・MEP賞：1回（2006年）[295]
- 優秀JCB・MEP賞：1回（2005年）[296]
- JA全農Go・Go賞：5回（強肩賞：2002年9月、2003年9月、2004年9月[297]、2005年9月[298]、最多二・三塁打賞：2005年8月[299]）
- スカパー! ドラマティック・サヨナラ賞年間大賞：1回（2014年）
- 月間サヨナラ賞：3回（2013年4月、2014年7月、2015年5月）
- 出身地別東西対抗戦最優秀選手：1回（1999年）
- 出身地別東西対抗戦優秀選手：1回（2001年）
- ヤナセ・中日ドラゴンズMIP賞：1回（2003年）[68][300]
- ヤナセ・阪神タイガースMVP賞：1回（2015年）[300]
- サンスポMVP大賞：1回（2017年）[301]

その他
- ドラゴンズクラウン賞：最優秀選手賞（2002年[302]）、優秀選手賞（2003年[303]、2005年[304]、2006年[305]）
- 愛知県スポーツ功労賞（2006年4月10日）[107][306]

### 記録

#### NPB
初記録
- 初出場・初先発出場：1999年4月2日、対広島東洋カープ1回戦（ナゴヤドーム）、2番・遊撃手で先発出場
- 初打席：同上、1回裏にネイサン・ミンチーから中飛
- 初打点：1999年4月4日、対広島東洋カープ3回戦（ナゴヤドーム）、2回裏に広池浩司から中犠飛
- 初安打：同上、7回裏に紀藤真琴から右中間二塁打
- 初本塁打：1999年4月16日、対読売ジャイアンツ1回戦（東京ドーム）、3回表にバルビーノ・ガルベスから右中間ソロ[307]
- 初盗塁：1999年6月23日、対読売ジャイアンツ13回戦（ナゴヤドーム）、4回裏に二盗（投手：三澤興一、捕手：村田真一）

節目の記録
- 100本塁打：2004年4月14日、対読売ジャイアンツ5回戦（東京ドーム）、8回表に上原浩治から右越2ラン[308]※史上230人目[309]
- 150本塁打：2006年4月9日、対読売ジャイアンツ3回戦（ナゴヤドーム）、6回裏にゲーリー・グローバーから右越ソロ ※史上140人目[310][311]
- 1000安打：2006年6月14日、対西武ライオンズ5回戦（インボイスSEIBUドーム）、3回表にクリストファー・ギッセルから左中間二塁打 ※史上241人目[115][312]
- 1000試合出場：2007年4月6日、対横浜ベイスターズ1回戦（ナゴヤドーム）、3番・右翼手で先発出場 ※史上415人目[313][314]
- 200本塁打：2014年4月29日、対広島東洋カープ4回戦（阪神甲子園球場）、8回裏にブライアン・バリントンから中越ソロ ※史上99人目
- 300二塁打：2015年8月16日、対東京ヤクルトスワローズ19回戦（明治神宮野球場）、8回表にオーランド・ロマンから左中間適時二塁打 ※史上63人目
- 1500安打：2016年6月20日、対オリックス・バファローズ3回戦（阪神甲子園球場）、4回裏に西勇輝から右前安打 ※史上121人目
- 1500試合出場：2016年9月10日、対東京ヤクルトスワローズ23回戦（明治神宮野球場）、「4番・右翼手」で先発出場 ※史上185人目
- 250本塁打：2017年8月12日、対横浜DeNAベイスターズ16回戦（横浜スタジアム）、10回表に砂田毅樹から左越ソロ ※史上61人目
- 3000塁打：2018年7月3日、対中日ドラゴンズ12回戦（阪神甲子園球場）、1回裏に小笠原慎之介から右前安打 ※史上57人目
- 1000打点：2019年4月6日、対広島東洋カープ2回戦（MAZDA Zoom-Zoom スタジアム広島）、8回表に中田廉から中越ソロ ※史上46人目
- 1000得点：2019年7月28日、対読売ジャイアンツ16回戦（東京ドーム）、2回表に桜井俊貴から右越ソロで記録 ※史上42人目
- 400二塁打：2021年4月18日、対広島東洋カープ6回戦（バンテリンドーム ナゴヤ）、1回裏に高橋昂也から右越二塁打 ※史上13人目、43歳11か月での達成は史上最年長[315]
- 1000四球：2021年8月27日、対読売ジャイアンツ18回戦（バンテリンドーム ナゴヤ）、1回裏に山口俊から四球 ※史上16人目（史上最年長）[251]
- 2000試合出場：2021年10月10日、対横浜DeNAベイスターズ23回戦（横浜スタジアム）、9回表に髙松渡の代打で出場 ※史上54人目（史上最年長）[253][316]

その他の記録
- サイクル安打：2回 ※史上55人目（複数回は史上4人目）
  - 1回目：2003年6月8日、対広島東洋カープ14回戦（ナゴヤドーム） ※史上59度目[60][61]
  - 2回目：2016年7月30日、対中日ドラゴンズ17回戦（阪神甲子園球場） ※史上69度目、最年長記録（39歳3か月）
- 5試合連続本塁打：2003年9月9日 - 9月13日
- シーズン186安打：2002年 ※中日球団タイ記録
- 全球団から本塁打：2018年6月14日、対北海道日本ハムファイターズ3回戦（札幌ドーム）、8回表に公文克彦から右越2ラン ※史上33人目
- リーグ最多二塁打：3回 ※セ・リーグ最多タイ
- 42歳0か月でサヨナラ本塁打：2019年5月5日、対横浜DeNAベイスターズ9回戦（阪神甲子園球場）、9回裏に三嶋一輝から右越2ラン ※令和初サヨナラ本塁打、2009年の金本知憲が記録した41歳1か月を上回り、セ・リーグ史上最年長
- オールスターゲーム出場：5回（1999年、2002年、2003年、2004年、2007年） ※2006年も選出されたが出場辞退[317]

#### MLB
- MLBオールスターゲーム選出：1回（2008年）

#### NPB/MLB通算
節目の記録
- 1000得点：2014年4月29日、対広島東洋カープ4回戦（阪神甲子園球場）、8回裏にブライアン・バリントンから中越ソロ
- 250本塁打：2015年3月29日、対中日ドラゴンズ3回戦（京セラドーム大阪）、4回裏に八木智哉から右越2ラン
- 1000打点：2016年5月26日、対東京ヤクルトスワローズ11回戦（神宮球場）、4回表に小川泰弘から左越ソロ
- 2000安打：2016年6月25日、対広島東洋カープ11回戦（MAZDA Zoom-Zoom スタジアム広島）、6回表に岡田明丈から二塁内野安打 ※日本人選手史上6人目
- 300本塁打：2018年4月13日、対東京ヤクルトスワローズ1回戦（阪神甲子園球場）、9回裏にデービッド・ブキャナンから右越2ラン
- 500二塁打：2019年6月16日、対オリックス・バファローズ 3回戦（京セラドーム）、9回裏に代打で増井浩俊から中越2点適時二塁打[318]※史上3人目
- 10000打席：2021年3月26日、対広島東洋カープ1回戦（MAZDA Zoom-Zoom スタジアム広島）、8回表に藤嶋健人の代打で出場[319]、大瀬良大地から四球[245]

通算記録
- 通算出場試合数：2619 ※日本人8位[注 20]
- 通算打席数：10245 ※日本人11位[注 21]
- 通算打数：8751 ※日本人12位[注 22]
- 通算得点数：1304 ※日本人14位[注 23]
- 通算安打数：2450 ※日本人15位[注 24]
- 通算二塁打数：520 ※日本人3位[注 25]
- 通算長打数：910 ※日本人10位[注 26]
- 通算塁打数：8751 ※日本人14位[注 27]
- 通算犠飛数：84 ※日本人11位[注 28]
- 通算四球数：1316 ※日本人6位[注 29]
- 通算出塁数：3823 ※日本人10位[注 30]

### 背番号
- 1（1999年 - 2012年）
  - 1（2004年アテネオリンピック、2009年WBC）
  - 17（2006年WBC）※岩村明憲・金城龍彦と背番号が重複したため。
- 8（2013年 - 2020年）
- 9（2021年 - 2022年）

### 登場曲
- 「Don't Stop」Gorgeous（2002年）
- 「Not Gonna Get Us」t.A.T.u.（2003年）
- 「The Push」Paul Jackson & Steve Smith（英語版）（2004年）
- 「I Want It All」Queen（2005年）
- 「Blue Orchid」The White Stripes（2006年）
- 「Around The World」Red Hot Chili Peppers（2007年）
- 「タマシイレボリューション」Superfly（2013年[320]、2014年[321]）
- 「It's Time」Imagine Dragons（2014年 - 2020年）[322][323][324][325][326][327][328]
- 「DEJAVU」AAA（2019年）[329]
- 「Freak It! Feat. 東京スカパラダイスオーケストラ」MAN WITH A MISSION（2021年 - 2022年）[330][331][271]

### 代表歴
- 1996年アトランタオリンピックの野球競技・日本代表
- 2004年アテネオリンピックの野球競技・日本代表
- 2006 ワールド・ベースボール・クラシック日本代表
- 2009 ワールド・ベースボール・クラシック日本代表

## 関連情報

### 出演
野球解説者として
- Dramatic Baseball（日本テレビ放送網・中京テレビ放送）
- 東海ラジオガッツナイター（東海ラジオ放送）[332]
- メジャーリーグ中継（NHK BS1）
- 中日スポーツ専属評論家（系列の東京中日スポーツにも寄稿）
- おはよう朝日です（朝日放送テレビ、スポーツコメンテーター、火曜日担当）[333]

CM
- メナード青山リゾート（名古屋地区のラジオCM）
- アーレックス（名古屋地区のラジオCM、中日の先輩の山本昌投手とともに、2007年からしばらくの間出演していた。なおCMではかつて出演していたアレックス・オチョアのモノマネを聴くことができる。BGMは私設応援団による自らの応援歌）
- 名古屋市交通局（地下鉄名城線(放映当時：地下鉄4号線)のナゴヤドーム最寄りのナゴヤドーム前矢田駅を含む大曽根駅～砂田橋駅間開通時のテレビCM、岩瀬仁紀投手とともに出演）

漫画
- 『福留孝介物語』（1996年8月、集英社、月刊少年ジャンプ（読切作品））原作：矢崎良一 漫画：太田文彦

### 関連書籍
- 『ひとを見抜く：伝説のスカウト河西俊雄の生涯』（澤宮優 著、河出書房新社、2010年、ISBN  9784309272016（1995年にドラフト指名した福留選手の入団交渉に向かった近鉄スカウト・河西俊雄の評伝））
- 『海を渡る：サムライたちの球跡』（長谷川晶一著、扶桑社、2024年9月、ISBN 9784594098056）